# کامارا، نیو ساوت ولز
کامارا (به انگلیسی: Kamarah) یک شهرک در استرالیا است که در نیو ساوت ولز واقع شده‌است.